# Christophe Cheval
Christophe Cheval (* 25. Februar 1971 in Somain) ist ein ehemaliger französischer Sprinter, der sich auf den 100- und 200-Meter-Lauf sowie die Sprintstaffel spezialisiert hatte.

## Sportliche Erfolge
Seinen größten sportlichen Erfolg feierte Cheval bei den Leichtathletik-Europameisterschaften 1998 in Budapest, als er gemeinsam mit Thierry Lubin, Frédéric Krantz und Needy Guims die Silbermedaille in der 4-mal-100-Meter-Staffel gewann. In der Zeit von 38,87 s musste sich das französische Quartett nur dem Team aus dem Vereinigten Königreich (38,52 s) geschlagen geben. Cheval nahm ebenfalls an der Einzelkonkurrenz über 200 m teil und belegte hier den sechsten Platz.
Bei den Halleneuropameisterschaften 2000 in Gent wurde er Vierter über 200 m.
Bei den Olympischen Spielen 2000 in Sydney belegte er in der Sprintstaffel, gemeinsam mit Krantz, Guims und David Patros, in 38,49 s den fünften Platz hinter den Teams der Vereinigten Staaten, Brasiliens, Cubas und Jamaikas. Er war zudem für die französische Auswahl der Olympischen Spiele 1996 in Atlanta nominiert. 
Cheval ist siebenfacher französischer Meister im 200-Meter-Lauf.
2012 gewann er bei den Senioren-Weltmeisterschaften in der Altersklasse M40 über 200 m.

## Dopingsperre
2001 wurde bei Cheval in einer anlässlich der Leichtathletik-Weltmeisterschaften in Edmonton entnommenen Urinprobe Nandrolon nachgewiesen und er wegen Dopings für zwei Jahre gesperrt.

## Persönliche Bestleistung
- 100 m: 10,21 s (1998)
- 200 m: 20,41 s (1998) in Dijon

## Sonstiges
Bei einer Größe von 1,77 m betrug sein Wettkampfgewicht 72 kg. 